# Уилер, Рэймонд Альберт
Рэ́ймонд А́льберт Уи́лер (англ. Raymond Albert Wheeler; род. 31 июля 1885 года в Пеории, Иллинойс, США — ум. 9 февраля 1974 года в Вашингтоне (округ Колумбия), США) — американский генерал-лейтенант, начальник инженерных войск США (1945—1949).

## Биография и карьера
Родился в 1885 году в Пеории (Иллинойс). Окончил Военную академию США «Вест-Пойнт» в 1911 году.
После окончания военной академии начал службу в инженерных войсках США. Участвовал в американской оккупации Веракруса в 1914 году, после чего продолжил службу во Франции. В 1918 году был награждён Серебряной звездой за участие в кампании Эн—Марне, а после Первой мировой войны получил звание полковника.
В последующие годы до начала Второй мировой войны служил инженером в штатах Род-Айленд, Северная Каролина и Иллинойс.
В 1941 был назначен командующим во время военной операции на территории Ирана, а в феврале 1942 года был переведён в Китайско-Бирманско-Индийский театр военных действий. К концу своей службы в Юго-Восточной Азии во время Второй мировой войны получил несколько административных должностей, и вскоре получил должность начальника инженерных войск США. В этой должности Уилер пробыл с 1945 по 1949 годы. При нём началось строительство системы плотин на реке Миссури.
Ушёл в отставку в должности генерал-лейтенанта. После выхода на пенсию сотрудничал с ООН и Международного банка реконструкции и развития. Курировал очистку Суэцкого канала 1956—1957 годах.
Рэймонд Альберт Уилер умер в 1974 году в столице США Вашингтоне. Похоронен на Арлингтонском национальном кладбище вместе с женой Алив Кейтли Уилер (англ. Olive Keithley Wheeler; 1886—1954).
За годы службы Уилер был четырежды награждён медалью «За выдающиеся заслуги», «Серебряной звездой» армии США, а также орденом «Легиона почёта».